# Alfred-Delp-Kaserne
Die Alfred-Delp-Kaserne der Bundeswehr befand sich in Donauwörth südöstlich der Parkstadt am Schellenberg in der Sternschanzenstraße. Benannt wurde die Kaserne nach dem Widerstandskämpfer gegen den Nationalsozialismus Alfred Delp.

## Stationierte Truppen
Die Kaserne wurde im Zuge der Aufstellung des Heeres der Bundeswehr Ende der 1950er Jahre erbaut. Am 1. Dezember 1959 wurde sie vom Panzergrenadierbataillon 282 und dem Feldartilleriebataillon 285  (ab 1964: Panzerartilleriebataillon 305) bezogen.  Am 24. Juni 1964 wurde das PzGrenBtl 282 nach Bayreuth verlegt und gleichzeitig in Donauwörth ein neues mit gleicher Nummer aufgestellt. Seit 1. Juli 1964 stand in Donauwörth der Stab mit Stabskompanie der Panzergrenadierbrigade 28, die ABC-Abwehr-Kompanie 300 und das Feldjägerwachkommando der 10. Panzergrenadierdivision, außerdem das Verteidigungskreiskommando 612. Der Stab der PzGrenBrig 28 und das PzGrenBtl 282 blieben bis 1970.
Bis 1993 war das Panzerartilleriebataillon 305 in der Kaserne untergebracht. Zuletzt beheimatete die Alfred-Delp-Kaserne folgende Dienststellen der Bundeswehr:
- Bataillon Elektronische Kampfführung 922
(1959 als Fernmeldeaufklärungsbataillon 220 aufgestellt, ab 1968 als Fernmeldebataillon 220 in Donauwörth. Seit 2003 unter der letzten Bezeichnung),
- Sanitätsstaffel (SanStff) Donauwörth,
- Familienbetreuungszentrum (FBZ) Donauwörth des Landeskommandos Bayern,
- Bundeswehr-Dienstleistungszentrum (BwDLZ) Ellwangen, Standortservice (StoS) Donauwörth,

## Bundeswehrreform
Im Rahmen der Bundeswehrreform im Jahr 2011 wurde die Garnison Donauwörth bis Ende 2013 aufgelöst.
Am Standort Donauwörth war jedoch weiterhin das Systemzentrum 22 der Luftwaffe mit rund 130 Dienstposten bei der Firma Airbus Helicopters angesiedelt. Zum 1. Juli 2015 wurde es in Systemzentrum Drehflügler Heer umbenannt und wechselte zur Teilstreitkraft Heer.

## Einrichtungen der Kaserne
Auf dem Gelände der Kaserne befanden sich:
- ein Sportplatz
- zwei Sporthallen
- Mannschaftsunterkünfte
- sieben Gebäude des EloKaBtl 922
- drei technische Gebäude des InstZg Elo sowie des InstZg R/K
- ein Sanitätsgebäude
- mehrere Verwaltungsgebäude[4]

## Folgenutzung des Geländes
Ein großer Teil der Kaserne wurde zurückgebaut (abgerissen) und wird zu einem Baugebiet umgewandelt werden. Ein anderer Teil der Kaserne wird bis Ende 2019 als Erstaufnahmeeinrichtung für Asylbewerber genutzt.